# Taaqat

Taaqat est un film indien de Bollywood réalisé par Talat Jani en 1995. C'est un film criminel mettant en scène deux gangs opposés liés à des politiciens. On y retrouve Dharmendra, Shatrughan Sinha et Kajol. Le thème Hun huna re hun huna du duo Anand-Milind fut populaire alors.

## Distribution
- Dharmendra : Shakti Singh
- Shatrughan Sinha : Anand 'Lalbagh Ka Bhau'
- Kajol : Kavita
- Vikas Bhalla : Ak'Lakh
- Farha Naaz : Savitri - Anand's Wife
- Kader Khan : Master Dinanath
- Dinesh Hingoo : Anirudh
- Mukesh Khanna : Police Inspector Khushwant Singh Bedi
- Aashif Sheikh : Maniya
- Raju Shrestha : Devdas
- Deep Dhillon : Irfan
- Ishrat Ali : Anna
- Rajendra Gupta : Anil Rege
- Suhas Joshi : Mrs. Dinanath

## Fiche technique
- Titre : Taaqat
- Réalisateur : Talat Jani
- Producteur : Ghizala Siddiqui (coproducteur)
 Mansoor Ahmed Siddiqui
Rashid Siddiqui, Saud Siddiqui (producteurs associés)
- Scénariste : Talat Jani
- Musique : Anand Chitragupth, Milind Chitragupth
- Cinématographie : Kishore Kapadia
- Monteur : Vilas Ranade, Deepak Wirkud
- Date de sortie : 23 juin 1995
- Pays  Inde
- Langage : Hindi